# Rabitz (Kubschütz)

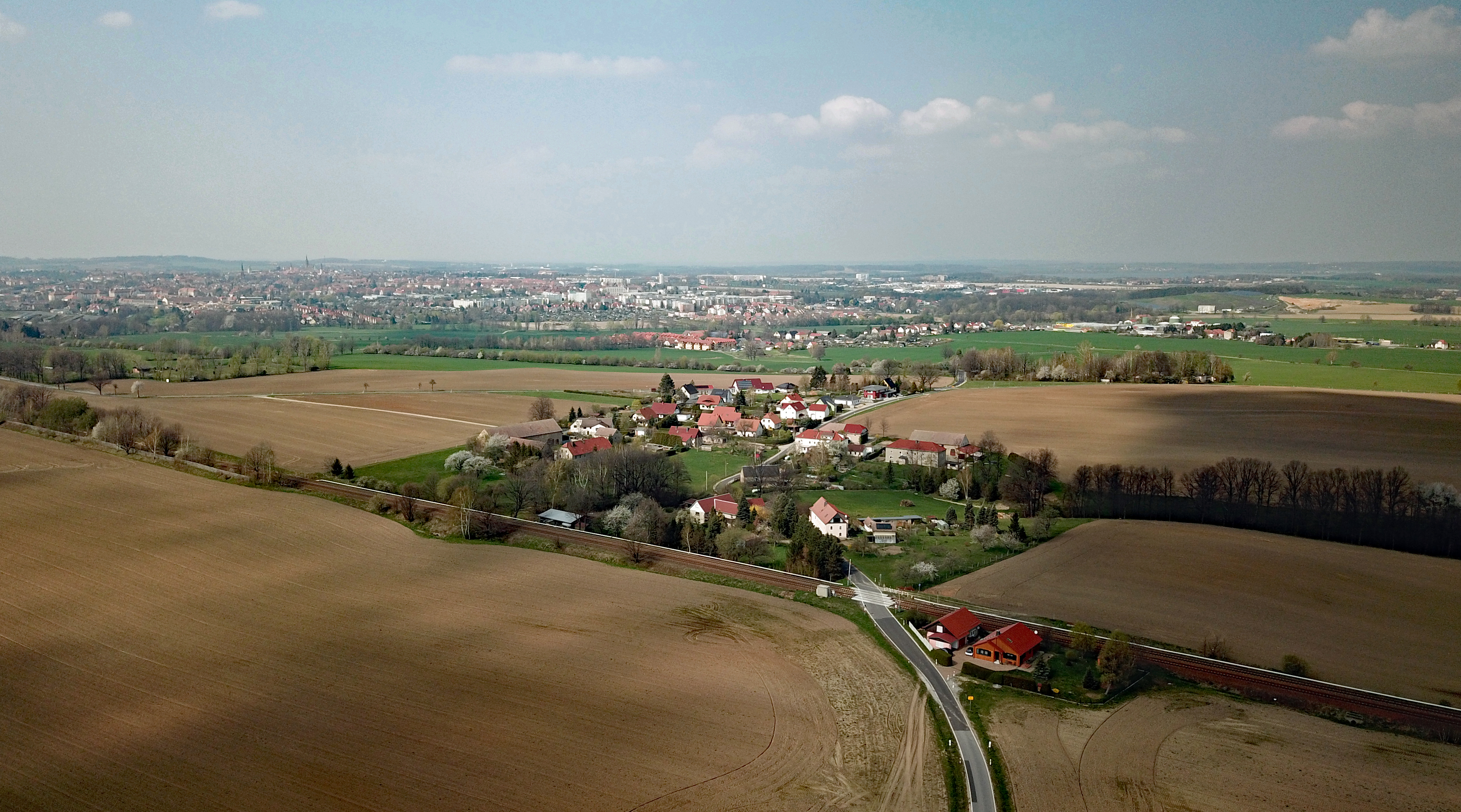
Luftbild

Rabitz, sorbisch Rabocyⓘ, ist ein Ortsteil der Gemeinde Kubschütz in Sachsen. Es zählt zum offiziellen sorbischen Siedlungsgebiet in der Oberlausitz.

## Geographie
Der Weiler befindet sich südöstlich von Bautzen im Vorhügelland des Lausitzer Gebirges. Rabitz besteht lediglich aus wenigen Gehöften, darunter einem Vierseithof und dem Gasthof „Zur Goldenen Höhe“, die um einen Wiesenplan am Rabitzer Bächel liegen. Der Gasthof wurde im Jahr 2012 abgerissen. Südlich führt die Eisenbahnstrecke von Bautzen nach Löbau vorbei. Umgeben ist Rabitz von Granodioritkuppen mit Resten von Steinbrüchen sowie Ackerflächen auf Lößlehm- und Sandböden. Das Wiesental des Rabitzer Wässerchens hat an der Bahnstrecke seine Ursprünglichkeit gewahrt. In dem Grund gedeihen der Gauchheil-Ehrenpreis, Pfeifengras, Rasenschmiele, Preußisches Laserkraut und Teufelsabbiss.

## Geschichte
Die erste Erwähnung des Bautzener Ratsdorfes „Grabis“ erfolgte 1476. Wahrscheinlich leitet sich der Ortsname vom slawischen Wort „hrab“ (Hainbuche) her. Im 16. Jahrhundert wurde das Dorf „Grabitz“ und im 17. Jahrhundert „Gräbitz“ genannt. Später entstand daraus durch Eindeutschung der Name „Rabitz“. Die Bewohner des Ortes kauften sich gegen ein Schutzgeld aus der Untertänigkeit gegenüber dem Bautzner Rat frei. Während der Schlacht bei Bautzen wurde Rabitz am 21. Mai 1813 niedergebrannt. Ab 1844 erfolgte der Bau der Eisenbahn von Bautzen nach Löbau durch die Hügel zwischen dem Binnewitzer Wasser und Albrechtsbach. Die feierliche Eröffnung der Strecke am 16. Dezember 1846 scheiterte, weil der Zug mit den Ehrengästen südwestlich von Rabitz im Einschnitt wegen Schneeverwehungen stecken blieb. Im Jahre 1950 wurde Rabitz nach Jenkwitz eingemeindet. Seit 1994 gehört das Dorf zur Gemeinde Kubschütz.

## Bevölkerung und Sprache
Für seine Statistik über die sorbische Bevölkerung in der Oberlausitz ermittelte Arnošt Muka um 1880 eine Bevölkerungszahl von 50 Einwohnern; darunter waren 46 Sorben und vier Deutsche. In Rabitz wurde der evangelische Bautzener Dialekt des Obersorbischen gesprochen. Der Sprachwechsel zum Deutschen erfolgte im Ort um die Mitte des 20. Jahrhunderts. Heute ist das Sorbische aus dem Ortsalltag weitgehend verschwunden.

## Persönlichkeiten mit Bezug zu Rabitz
- Horst Bachmann (1927–2007), Maler